# Psychotria manillensis
Psychotria manillensis là một loài thực vật có hoa trong họ Thiến thảo. Loài này được Bartl. ex DC. miêu tả khoa học đầu tiên năm 1830.